# Амфитеатров, Александр Валентинович
Алекса́ндр Валенти́нович Амфитеа́тров (14 [26] декабря 1862, Калуга — 26 февраля 1938, Леванто, Италия) — русский прозаик, публицист, фельетонист, литературный и театральный критик, драматург, автор мистических романов и сатирических стихотворений (псевдонимы Old Gentleman, Московский Фауст и др.).

## Биография
Отец — Валентин Николаевич Амфитеатров, протоиерей, настоятель Архангельского собора Московского Кремля, автор получивших широкую известность «Очерков библейской истории Ветхого завета», мать — Елизавета Ивановна (урождённая Чупрова), дочь мосальского протоиерея Иоанна Филипповича Чупрова, сестра профессора А. Чупрова.
Окончил 6-ю Московскую гимназию (1881) и юридический факультет Императорского Московского университета (1885). В университете слушал лекции А. И. Чупрова, В. О. Ключевского, С. А. Муромцева и М. М. Ковалевского; лекции последнего особо впечатлили Амфитеатрова. В годы учёбы брал уроки пения у московской знаменитой певицы Александровой-Кочетовой.
С 1882 года сотрудничал в журналах «Будильник», «Осколки», где познакомился с А. П. Чеховым, в газете «Русские ведомости». Выступал как оперный певец (баритон), был зачислен в труппу Мариинского театра, учился пению в Италии, пел вторым баритоном два сезона в Тифлисе и Казани. В 1889 году оставил оперную карьеру, посвятив себя литературе и журналистике. Работал в газете «Новое обозрение» (Тифлис), где писал фельетоны, рассказы, стихотворения, библиографические и театральные рецензии под псевдонимами Ал. Амфи и S. F.
С 1891 года жил в Москве, некоторое время писал в либеральных «Русских новостях», а затем сотрудничал с газетой «Новое время» (1892—1899), где вёл популярные рубрики «Московский фельетон» и «Воскресный фельетон». В 1892 году опубликовал в бакинской газете Каспий (№ 15) статью «Антон Чехов „Дуэль“» за подписью «А. А-и»; был московским корреспондентом газеты и публиковал в ней очерки о Чехове и статьи по сравнительной мифологии славянских и мусульманских народов.
В марте 1899 года вместе с популярным журналистом В. М. Дорошевичем на деньги Мамонтова и Морозова создал газету «Россия», с 1899 по 1901 год был её фактическим редактором (формально газету возглавлял бывший сотрудник «Нового Времени» экономист Г. П. Сазонов). 13 января 1902 года в газете была опубликована первая глава романа-фельетона «Господа Обмановы» за подписью «Old Gentleman» — сатиры на царскую семью, а 14 января Амфитеатров был сослан на 5 лет в Минусинск, но к концу года, «во внимание к заслугам его престарелого отца», был переведён в Вологду и вскоре возвращён в Петербург. В ссылке продолжал под псевдонимами сотрудничать в «Санкт-Петербургских ведомостях», «Руси», «Русском слове» и других газетах, а вернувшись в Петербург, работал в газете «Русь».
В 1904 году вновь был сослан в Вологду с запретом всякой литературной деятельности, на этот раз за статью «Листки» в газете «Русь», направленную против обвинений студентов Горного института в прояпонских настроениях, но в том же году «по состоянию здоровья» выехал за границу. В 1905 году стал масоном. Был посвящён 16 мая 1905 года в парижскую масонскую ложу «Космос» № 288, находившуюся под эгидой Великой ложи Франции. Посвящён в степени подмастерья и мастера-масона 30 января 1906 года. Член ложи по 1908 год.
До 1916 года находился в эмиграции (Франция, Италия), издавал журнал «Красное Знамя». В 1906—1907 годах был корреспондентом «Русского слова» и других газет, редактировал журнал «Современник», работал над историческими романами.
В 1916 году вернулся в Россию и возглавил отдел публицистики газеты «Русская воля», сотрудничал в газете «Петербургский листок», журналах «Нива», «Огонёк», редактировал журнал «Бич».
В феврале 1917 года за публикацию в «Русской воле» фельетона в цикле «Этюды» с криптограммой, читавшейся по первым буквам каждого слова и содержавшей жалобы на цензуру и обличение министра внутренних дел А. Д. Протопопова («усердный холоп реакции», «его власть… провокация революционного урагана»), был выслан в Иркутск, но благодаря Февральской революции не доехал до места назначения и вернулся в Петроград.
В конце 1917 года редактировал газету Совета союза казачьих войск «Вольность», в 1917—1918 годах печатал статьи, направленные против большевиков, в газетах «Петроградский голос», «Петроградское эхо», «Новые Ведомости». С ликвидацией свободной печати преподавал литературу в Педагогическом институте, в женской гимназии, переводил с итальянского для издательства «Всемирная литература». 23 августа 1921 года бежал на лодке с семьёй из Петрограда в Финляндию.
С ноября 1921 года по весну 1922 года жил в Праге, затем в Италии. Сотрудничал во многих периодических изданиях русской эмиграции: «Новая русская жизнь» (Гельсингфорс), «Руль» и его приложение «Наш мир» (Берлин), «За Свободу!», «Меч» (Варшава), «Понедельник», «Слово», «Сегодня» (Рига), «Новое Время» (Белград), «Время» (Шанхай), «Возрождение» (Париж).
Умер 26 февраля 1938 года в Леванто; похоронен там же на местном коммунальном кладбище.
Первый раз был женат на оперной певице Александре Николаевне Левицкой (1858—1947). От этого брака 26.08.1889 (или 1888) года в местечке Смела Черкасского уезда Киевской губернии родился сын Владимир (умер в Италии, в Леванто, 23 февраля 1942 года). От второго брака (с 1897), с дочерью В. Т. Соколова — Иларией Владимировной Соколовой (1871—1949) — певицей Иларией Райской, он имел сыновей: композитора и дирижёра Даниила Амфитеатрова (1901—1983), музыкантов Максима (1907—1990) и Романа (1907—?) Амфитеатровых. Внебрачная дочь от экономки — Сабина Амфитеатрова (1911—?).

## Литературная деятельность
«Общее количество романов, по неполным подсчётам <…> приближается к трём десяткам, а счёт публикаций в газетах и журналах идёт на сотни. <…> Рассеяны и до сих пор не собраны мемуарные очерки Амфитеатрова, содержащие ценнейшие сведения о литературной и артистической жизни <…> России».
В начале журналистской и писательской деятельности опубликовал романы «Людмила Верховская» (1890; после переработки «Отравленная совесть», 1895, экранизирована в 1917 и 1995 годах), историческую драму «Полоцкое разорение» (1892), сборники рассказов «Психопаты» (1893).
Автор
- исторических романов «Восьмидесятники» (т. 1-2, Санкт-Петербург, 1907), «Девятидесятники» (т. 1-2. Санкт-Петербург, 1910—1911), «Закат старого века» (т. 1-2, Санкт-Петербург, 1910), «Дрогнувшая ночь» (Санкт-Петербург, 1914), видевшихся хроникой о судьбах русского общества,
- романов «Марья Лусьева» (1903), «Виктория Павловна» (1903), «Марья Лусьева за границей» (1904, 1908), «Дочь Виктории Павловны» (1914—1915), «мыльных опер» из жизни проституток и бандерш.
- сборников рассказов «В моих скитаниях» (1903), «Литературный альбом» (1904 и 1907), «Житейская накипь» (1904), «Сибирские рассказы» (1904), «Курганы» (1905), «Контуры» (1906), «Сказочные были» (1907), «Сказания времени» (1907), «Бабы и дамы» (1908), «Издали» (1908), «Красивые сказки» (1908), «Женское нестроение» (1908), «Притчи скептика» (1908), «Современники» (1908), «Фантастические правды» (1908), «Пять пьес» (1908), «Антики» (1908), «Сумерки божков» (1909),
- оккультного романа «Жар-цвет» (1895), ставшего бестселлером, художественно-исторических произведений «Покаяние Филиберта» (1907), «Зверь из бездны» (1911);
- историко-литературоведческого исследования «Дьявол в быту, легенде и в литературе Средних веков» (1911), написанного по материалам труда Артуро Графа (Arturo Graf) «Il Diavolo»[13].
- путевых очерков о Балканах, печатавшихся в 1894—1895 гг. в «Новом времени», которые он отправлял в письмах из своих путешествий по Болгарии, Сербии и Черногории; «Македонские евреи» (1907), «Страна раздора. Балканские впечатления» (1907).
- литературно-критических статей, воспоминаний о театральных и литературных деятелях — «Легенды публициста» (1905), «Против течения. Литературные статьи» (1908).

Предпринятое в 1911—1916 гг. в Санкт-Петербурге издание собрания сочинений не было закончено, но тем не менее 34 тома были выпущены.
В эмиграции издал публицистическую книгу «Горестные заметы» (1922), сборник рассказов «Мечта» (Берлин, 1922), романы «Зачарованная степь» (1921), «Вчерашние предки», «Лиляша» (Рига, 1928), книгу «Литература в изгнании» (1929), сборник «Одержимая Русь. Демонические повести XVII в.» (Берлин, 1929). В повести «Две Надежды» (1936, написана в 1921) изображает, как женщина выходит замуж за комиссара-чекиста, жертвуя собой ради спасения братьев.

«Его широкая реалистическая манера письма почти тривиальна».— В. Казак

…"Амфитеатров <…> оставил потомкам десятки томов изысканной прозы. <…> лёгкость изложения сочетается с впечатляющей глубиной и внутренней наполненностью. Его произведения дышат необычайной жизненностью, верой в торжество истины, добры и красоты, неизменно очаровывая всё новых читателей".— И. Владимиров

«Амфитеатров ставил перед собой задачу по возможности подробно и полно показать общественную и частную жизнь россиян на переломе двух столетий. Делал он это весьма талантливо, удачно выхватывая из гущи различных слоёв русского общества отдельные, характерные для того времени типы; мог поместить на страницы своих книг легко узнаваемых конкретных людей. Так, в романе „Дочь Виктории Павловны“ в образе отца Маркела им выведен собственный отец. Успех произведений Амфитеатрова определял и хороший, сочный язык писателя, которому отдавал должное даже Иван Шмелёв, сам великолепный знаток русского языка, на котором изъяснялись обитатели не только ночлежек и торгово-питейных заведений, но и представители высших слоёв русского купечества и чиновного народа».— И. Владимиров

"Стремление скрупулезно зарегистрировать жизненные события отличает многотомные хроникальные повествования А[мфитеатрова] о судьбах рус[ского] об[щест]ва <…> Эти книги носят печать всеохватности, знания среды, натуралистич[еской] точности описаний <…> Ставя задачу передать социально-психол[огическое] своебразие эпохи (описать феномен «восьмидесятничества», «девятидесятничества»), А[мфитетров] создает (методом «экспериментального наблюдения») портреты-типы, включает в романы реальные ист[орические] персонажи. <…> Это широкое море слова иногда… ослабляет впечатление от рассказа, мешает стройности <…> А[мфитеатров] не однократно обращался к злободневному вопросу о жен[ской] эмансипации (утверждая, однако, по мнению нек[ото]рых критиков, такой идеал внутр[енней] свободы для женщин, к[ото]рый «очень уж отзывает увеселительным заведением» <…> Критика отмечала «несложность идей» в произв[едениях] А[мфитеатрова] <…>, свойственное ему стремление к сенсационности (то, что В. В. Розанов называл тяготением А[мфитеатрова] к «словесному, общественному и полит[ическому] „буму“» <…>), торопливость — «бегом через жизнь, не давая её углубленной трактовки»…— Л. Спиридонова

«Газетная вырезка, обрывок случайно услышанной беседы, скандал в московских аристократических кругах вдохновляют его, служа материалом для фельетонов, подчас весьма острых. <…> Фельетонный характер окрашивает все творчество А[мфитеатрова] Он пишет <…> романы <…> всегда многословные и почти всегда поверхностные. А[мфитеатрова] привлекает общественная хроника с широким захватом эпохи. <…> „Бегом через жизнь“ — так характеризует творчество А[мфитеатрова] один из критиков. Большинство книг А[мфитеатрова] — свод старых и новых фельетонов. Бульварные приемы А[мфитеатрова] способствовали широкой популярности его <…> Портретность фигур придает его сочинениям интерес любопытных общественно-исторических документов. <…> А[мфитеатров] — типичный представитель той части буржуазии, к[ото]рая революционна в словесных упражнениях, причем упражнения эти не отличались излишней принципиальностью. <…> Стиль фельетониста заставляет А[мфитеатрова] пользоваться в своих беллетристических произведениях несколько необычным в его время лит[ературн]ым приёмом: он вставляет в текст обширнейшие цитаты, приводит полностью какую-нибудь афишу или целые главы из старинных оккультных книг»…— Б.К.
Сотрудничал в харбинском журнале «Рубеж», печатал публицистику и рассказы в газете «Шанхайская заря» и др. Автор книг, изданных в Китае: «Рассказы присяжного поверенного», «День надежды» и др.

### Романы
- 1893 — «В стране любви»
- 1893 — «Отравленная совесть»
- 1895 — «Жар-цвет» («роман на тему спиритизма и оккультизма»; «фантастический роман, уводящий читателя в мир суеверий и древних преданий о Великом Змие»)
- 1896 — «Княжна» (роман, «рассказывающий читателю о суровой действительности конца XIX века, заставляющей даже княжну с родословной более древней, чем у царской семьи, торговать собой»)
- 1903 — «Виктория Павловна» (недоступная ссылка) (феминистический роман; в послесловии Амфитеатров излагает свои мысли по этому поводу)
- 1904 — «Марья Лусьева» (роман, «раскрывающий перед читателем все секреты тайной проституции»)
- 1907 — «Восьмидесятники» (из эпопеи «Концы и начала»)
- 1908 — «Сумерки божков» (единственный реализованный из 12 запланированных романов эпопеи под тем же названием)
- 1909 — «Девятидесятники» (из эпопеи «Концы и начала»)
- 1910 — «Закат старого века» (из эпопеи «Концы и начала»)
- 1911 — «Марья Лусьева за границей»
- 1912 — «Паутина» (роман, состоящий из 3 повестей: «Наследники», «Аглая», «Раздел»)
- 1913 — «Разбитая армия» (о колонии русских политических эмигрантов в Италии; в романе появляются или упоминаются персонажи романов «Паутина» и «Восьмидесятники»)
- 1914 — «Дрогнувшая ночь» (из эпопеи «Концы и начала»)
- 1915 — «Дочь Виктории Павловны» (роман, состоящий из 3 повестей: «Злые призраки», «Законный грех», «Товарищ Феня»)
- 1915 — «Сёстры» (Кн. 1 «Гнездо»)
- 1921 — «Зачарованная степь»
- 1922 — «Лиляша» (роман, «открывающий перед читателем пугающие реалии конца XIX века, в котором падение женщины из интеллигентной семьи уже никого не удивляло»)
- 1923 — «Без сердца»
- 1923 — «Непоседа»
- 1931 — «Вчерашние предки» (заключительная часть эпопеи «Концы и начала»)

### Повести
- 1884 — «Алимовская кровь» («повесть из жизни институтки»)
- 1936 — «Две надежды»

### Фельетоны
- 1902 — «Господа Обмановы»
- 1906 — «Акафист Сергию Каменноостровскому и стихиры» (антиклерикальный)
- 1907 — «Покаяние Филиберта, или как и почему рыцарь сделался портным: фламандская легенда»

### Сборники рассказов
- 1890 — «Случайные рассказы»
- 1893 — «Психопаты: правда и вымысел»
- 1895 — «Оборванные струны»
- 1896 — «Птички певчие»
- 1896 — «Грезы и тени»
- 1903 — «В моих скитаниях»
- 1904 — «Житейская накипь»
- 1904 — «Литературный альбом»
- 1904 — «Сибирские рассказы»
- 1904 — «Сибирские этюды»
- 1904 — «Сказочные были»
- 1905 — «Современные сказки». Часть 1. Часть 2. Часть 3. Часть 4.
- 1906 — «Бабы и дамы»
- 1906 — «Контуры»
- 1907 — «Сказания времени»
- 1908 — «Женское нестроение»
- 1908 — «Издали»
- 1908 — «Красивые сказки»
- 1908 — «Притчи скептика: своё и чужое»
- 1908 — «Фантастические правды»
- 1911 — «Мифы жизни»
- 1912 — «Ау!»
- 1914 — «Улыбки юности»
- 1914 — «Эзопов лик»
- 1916 — «Приветы»
- 1922 — «Мечты»
- 1929 — «Одержимая Русь: демонические повести XVII века»

### Сборники стихотворений
Первая публикация стихов состоялась без ведома автора — в 1878 в газете «Пчела».
- 1900 — «Альбом»

### Пьесы
- 1892 — «Полоцкое разорение»
- 1893 — «Оруженосец» («Virtus futiqa»)
- 1896 — «Отравленная совесть»
- 1903 — «В стране любви» («Волны»)
- 1906 — «Святое семейство»
- 1907 — «Чертушка»
- 1908 — «Княгина Настя»
- 1909 — «Два часа в благородном семействе, или о чём скрипела дверь»
- 1915 — «Дон Жуан в Неаполе»

### Переводы пьес
- «Андреа дель Сарто» (драма Альфреда де Мюссе)
- «Мандрагора» (комедия Макивелли)
- «Эпидемия» (сатира Октава Мирбо)

### Публицистика
- 1889 — «Последыш» (позднее вошёл в роман «Княжна»)
- 1896 — «Из терема на волю» (позднее вошёл в роман «Княжна» и пьесу «Чертушка»)
- 1896 — «Софийское житьё-бытьё: болгарские типы и картинки»
- 1899 — «Село Радунское» (позднее вошёл в роман «Княжна» и пьесу «Чертушка»)
- 1900 — «Столичная бездна» (заметки)
- 1901 — «Недавние люди» (под псевд. Old Gentleman)
- 1903 — «В моих скитаниях: балканские впечатления»
- 1904 — «Листки» («он выступил против обвинений студентов Горского института в прояпонских настроений»)
- 1904 — «О борьбе с проституцией: после Лондонского конгресса»
- 1905 — «Вредная раса: борьба с династиями»
- 1905 — «Искусство и русская современность: лекция в Высшей русской школе общественных наук в Париже, прочитанная в пользу парижской кассы русских эмигрантов»
- 1905 — «Курганы» (сб. статей)
- 1905 — «Легенды публициста»
- 1905 — «Франко-русский союз и девятое января: письмо к Жану Жоресу»
- 1906 — «Армянский вопрос»
- 1906 — «Женщина в общественных движениях в России», в немецком журнале.
- 1906 — «Победоносцев как человек и как государственный деятель»
- 1906 — «Происхождение антисемитизма. Часть 1. Еврейство и социализм»
- 1906 — «Происхождение антисемитизма. Часть 2. Еврейство как дух революции»
- 1906 — «Происхождение антисемитизма. Часть 3. Погром в Белостоке»
- 1906 — «Святые отцы революции. Вып. 1: М. А. Бакунин»
- 1907 — «Македонские евреи»
- 1907 — «Страна раздора: балканские впечатления»
- 1908 — «Против течения» (заметки)
- 1908 — «Современники» (сб. статей)
- 1909 — «Антики» (сб. статей)
- 1909 — «Заметы сердца» (сб. очерков)
- 1909 — «Мелькание мечты» (сб. очерков)
- 1910 — «Маски Мельпомены» (сб. статей о театре)
- 1910 — «Пути русского искусства»
- 1910 — «Разговоры по душе» (заметки)
- 1910 — «Тризны» (сб. статей)
- 1911 — «Дождя отшумевшего капли» (сб. статей)
- 1912 — «Мутные дни» (сб. статей)
- 1912 — «Славные мертвецы» (сб. статей)
- 1912 — «Славянское горе» (о поездке по Балканам)
- 1913 — «1812 год: очерки из истории русского патриотизма»
- 1913 — «И черти, и цветы» (заметки)
- 1913 — «На всякий звук» (заметки)
- 1913 — «Померкнувшие дали» (сб. статей)
- 1913 — «Склонённые ивы» (сб. очерков)
- 1913 — «Эхо» (заметки)
- 1914 — «Властители дум» (сб. статей)
- 1914 — «Николо Макиавелли: 1. Краткий биографический очерк. 2. Макиавелли перед судом истории» (выпущен в качестве дополнения к комедии Макиавелли «Мандрагора» в переводе Амфитеатрова)
- 1914 — «Отражения» (заметки)
- 1914 — «Русские были» (сб. статей)
- 1915 — «Свет и сила» (сб. статей)
- 1917 — «Забытый смех»
- 1921 — «Горестные заметы: очерки красного Петрограда»
- 1922 — «Повесть о великой разрухе»
- 1929 — «Литература в изгнании: публичная лекция, прочитанная в Миланском филологическом обществе»
- 19?? — «Свет и сила» (сб. статей)

### Исторические труды
- 1911 — «Дьявол в быту, легенде и литературе Средних веков»
- 1914 — «Зверь из бездны» (4-томное сочинение о Риме времён Нерона)
- 1915 — «Царство зверя» (2-томное сочинение о Риме: 1. Армения и Рим. 2. Тайны богов: религия и магия в античном Риме)